# Neuer Botanischer Garten der Universität Göttingen
El Nuevo Jardín Botánico de la Universidad de Gotinga (en alemán: Neuer Botanischer Garten der Universität Göttingen) es un jardín botánico de 36 hectáreas de extensión, dependiente de la Universidad de Göttingen, Alemania.
El código de identificación internacional de este jardín botánico como miembro del Botanic Gardens Conservation Internacional (BGCI), así como las siglas de su herbario, es NGOET.

## Localización
Linda a un Instituto forestal.
Neuer Botanischer Garten der Universität Göttingen, Grisebachstrasse 1a, D-37077 Göttingen-Gotinga, Niedersachsen-Baja Sajonia, Deutschland-Alemania.
Está abierto todo el año.

## Historia
El jardín nuevo (Neuer Botanischer Garten der Universität Göttingen) se fundó en 1967 cuando las experiencias en cuanto a ecología experimental lideradas por Heinz Ellenberg (1913-1997) reclamaban más espacio.
Este jardín se consagra pues a los aspectos ecológicos y fisiológicos.
El nuevo jardín botánico surge como la tentativa experimental de la universidad de Göttingen, encaminada a:
- La investigación científica, en la que las plantas se valoran para la enseñanza, la educación ambiental, la preservación de especies amenazadas, así como para la información e instrucción de la población en general.
- Énfasis para la investigación ecológica, el jardín hace cultivos en parcelas en varias tentativas disponibles, ( en tierra abierta, en las azoteas de las instalaciones, sobre mallas de fibras). Además las aguas que se utilizan, están bajo condiciones controladas para no afectar a las aguas subterráenas.
- Los invernaderos, las instalaciones de los invernaderos ofrecen las condiciones más apropiadas para el cultivo de las plantas tropicales para los grupos de investigación del Instituto, trabajando en los problemas ambientales actuales (lluvias ácidas, investigación ecológica de los sistemas,..)
- Las plantas silvestres amenazadas y sus asociaciones reciben un tratamiento especial en el jardín, donde se recrean sus biotopos de origen.
- Las hierbas silvestres de los campos, y de los bosques centroeuropeos se les da una protección preferencial pues entre ellas hay muchas plantas que se están volviendo escasas.
- La edición de guías dirigidas para los estudiantes, las asociaciones de amigos del botánico y de los jardines, las exhibiciones y organizaciones regulares de reuniones a lo largo del año se enfocan para afianzar el sentido de protección de la naturaleza amenazada, la alegría del disfrute de las plantas y dejar el contenido científico de la ecología fluir en los conocimientos de los escolares.
- La documentación automatizada de las colecciones promueve un intercambio rápido de información con otros jardines botánicos y su base es el Index Seminum del jardín botánico.

## Colecciones
Se pueden ver ecosistemas de los bosques templados europeos, americanos y asiáticos.
Entre sus colecciones más destacables:
- Plantas del género Centaurea y géneros relacionados,
- Flora nativa de Centroeuropa.
- Flora de los bosques de la región Holártica,
- Plantas herbáceas raras
- Alpinum con una Rocalla de 5.000 m²,
- Rosaleda con una colección de rosas silvestres,
- Charca de 400 m² con plantas acuáticas y de humedales.

Comprende también al Arboretum desarrollado por la facultad de investigaciones forestales de Hanóver CH encontrándose en el barrio de Nikolausberg pasó a depender en (1970) a Göttingen.

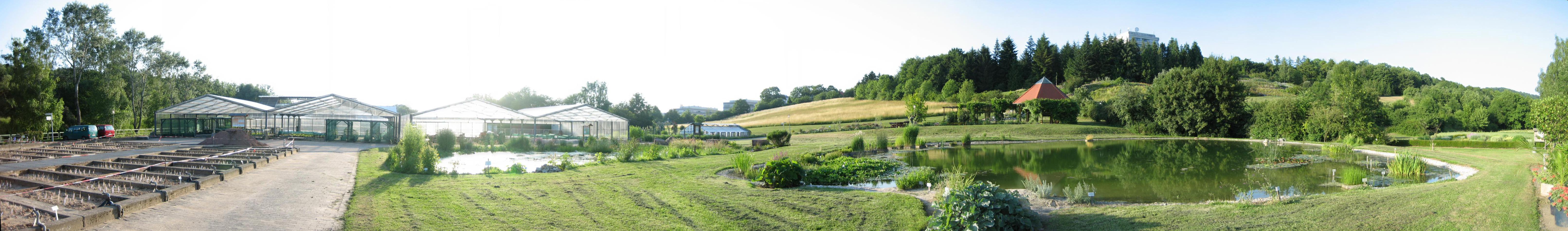
Panorama del Neuer Botanischen Garten.